# Câmara dos Deputados (Itália)
A Câmara dos Deputados (em italiano: Camera dei deputati) é a câmara baixa do Parlamento da Itália.
Está sediada no Palazzo Montecitorio em Roma e originalmente possuia 630 deputados. Porém, após uma emenda a constituição em 2020 foi alterado de 630 para 400, o número de deputados.
A Câmara pode ser dissolvida pelo Presidente da República, depois de consultar o Presidente da Câmara. Esse poder é normalmente exercido quando na Câmara não se forma uma maioria política.
A Câmara e o Senado possuem o mesmo peso de votação de leis, o que faz com que o Parlamento italiano esteja inserido na teoria do "bicameralismo perfeito" (bicameralismo perfetto), devido ao equilíbrio entre as funções de ambas as casas.

## Composição
A Câmara é composta por 630 membros eleitos. Os deputados devem possuir mais de 25 anos de idade e são eleitos por todos os cidadãos italianos acima de 18 anos de idade. Um grupo de 12 deputados é eleito pelos italianos residentes no exterior.

## Presidentes

### Lista de Presidentes da Câmara dos Deputados
| Presidente | Presidente                 | Início | Fim  | Partido                         |
| ---------- | -------------------------- | ------ | ---- | ------------------------------- |
|            | Giovanni Gronchi           | 1948   | 1955 | Democracia Cristã               |
|            | Giovanni Leone             | 1955   | 1963 | Democracia Cristã               |
|            | Brunetto Bucciarelli-Ducci | 1963   | 1968 | Democracia Cristã               |
|            | Sandro Pertini             | 1968   | 1976 | Partido Socialista Italiano     |
|            | Pietro Ingrao              | 1976   | 1979 | Partido Comunista Italiano      |
|            | Nilde Iotti                | 1979   | 1992 | Partido Comunista Italiano      |
|            | Oscar Luigi Scalfaro       | 1992   | 1992 | Democracia Cristã               |
|            | Giorgio Napolitano         | 1992   | 1994 | Partido Democrático da Esquerda |
|            | Irene Pivetti              | 1994   | 1996 | Liga Norte                      |
|            | Luciano Volante            | 1996   | 2001 | Partido Democrático da Esquerda |
|            | Pier Ferdinando Casini     | 2001   | 2006 | Centro Cristão Democrático      |
|            | Fausto Bertinotti          | 2006   | 2008 | Partido da Refundação Comunista |
|            | Gianfranco Fini            | 2008   | 2013 | O Povo da Liberdade             |
|            | Laura Boldrini             | 2013   | 2018 | Esquerda, Ecologia e Liberdade  |
|            | Roberto Fico               | 2018   | -    | Movimento 5 Estrelas            |